# Галынина, Галина Павловна
Галынина Галина Павловна родилась в селе Толмачёво в Горьком 24 июня 1953 года.
В 1960 году пошла в первый класс. Начальную школу училась в этом же селе, а вот среднюю с 5 по 10 класс ходила за 7 км в село Слободское (Нижегородская область).
В 1970 году закончила школу и пошла работать в совхоз «Толмачевский» учётчиком. С 1972 года стала работать дояркой на «Толмачевской ферме».
В 1980 г. награждена от имени Министерства и ЦК профсоюзов знаком «Победитель социалистического соревнования».
В 1981 г. Главный комитет ВДНХ ССР награждает бронзовой медалью.
В 1984 г. Главный комитет ВДНХ СССР награждает Серебреной медалью.
В 1985 г. Главный комитет ВДНХ ССР награждает золотой медалью.
В 1984 г. – от имени Президиума Верховного Совета СССР указом Президиума Верховного Совета награждена медалью «За преобразование Нечерноземья РСФСР»
В 1985 г. Указом Президиума Верховного Совета РСФСР награждена орденом «Дружбы народов».
В 1985 г. Избирают депутатом Верховного Совета РСФСР 11 созыва. В 1987г. была приглашена на торжественное заседание, посвященное» Семидесятилетию Великой Социалистической Революции в Кремлевский Дворец Съездов г. Москвы.
В Кстовском районе был организован клуб «Стотонниц» суть этого клуба состояла в том, кто надоил за 1 год от каждой фуражной коровы 100 тонн молока. Прабабушка была председателем этого клуба.
А в городе Горьком был организован клуб «Пятитысячниц». Суть этого клуба состояла в том, кто надоит 5 тонн от каждой фуражной коровы.